# Rudolf Oetker
Pour les articles homonymes, voir Oetker.
Rudolf Oetker, né le 17 novembre 1889 à Berlin, mort le 8 mars 1916 près de Verdun est un chimiste et industriel allemand.

## Biographie
Né à Berlin, il fait ses études à Bonn et à Hanovre. Il a fait partie de la fraternité étudiante Corps Hansea Bonn.
En tant que chimiste, il a travaillé sur les dérivés du glucose.
Il meurt en mars 1916 au combat près de Verdun durant la Première Guerre mondiale.
Il est le père de Rudolf-August Oetker, entrepreneur et dirigeant du groupe industriel Dr. Oetker.